# Высоковольтная линия постоянного тока Италия-Греция
Высоковольтная линия постоянного тока Италия-Греция — монополярная линия, соединяющая Италию и Грецию, выполненная подводным кабелем с предельной мощностью передачи 500 МВт. Линия находится в эксплуатации с 2001 года. HVDC Италия-Греция начинается на преобразовательной станции в городе Галатина в Италии и выполнена в виде 43-километрового подземного кабеля. Далее линия пересекает Ионическое море подводным кабелем длиной 163 километра. Линия достигает берега в нескольких километрах южнее албанской границы, откуда далее продолжается воздушной линией длиной 110 километров к преобразовательной станции в городе Арахтос. Преобразовательные станции содержат 12-пульсные тиристорные мосты с водяным охлаждением, фильтры высших гармоник на стороне переменного и постоянного (со стороны Арахтоса) напряжений.